# R.E.D. (Ne-Yoのアルバム)
『R.E.D.』（原題:R.E.D. Realizing Every Dream）は、アメリカのシンガーソングライター・Ne-Yoの5枚目のオリジナルアルバムである。2012年10月31日にモータウンによってリリースされた。

## 概要
本作のタイトルは「Realizing Every Dream」(どんな夢も実現していく)を意味しており、過去に「ビコーズ・オブ・ユー」、「クローサー」等を手掛けたスターゲイトと再びタッグを組んだ意欲作となっている。
初週66,000枚を売り上げ、US Billboard 200で4位を記録した。これによりUS Billboard 200にて5作連続でトップ10入りを果たした。
本作からのシングルは、「レイジー・ラヴ」、スターゲイトとのタッグによる「レット・ミー・ラヴ・ユー」、ウィズ・カリファを迎えた「ドント・メイク・エム・ライク・ユー」等計5曲が挙げられる。特に「レット・ミー・ラヴ・ユー」は全米6位、全英1位のヒットを記録した。
また、ニーヨが希望したカントリー界の大御所ティム・マグロウが参加した「シー・イズ」、ファボラスとディディが参加した「シュッド・ビー・ユー」（デラックス盤に収録）､日本版ボーナストラックでは、BENIが「レット・ミー・ラヴ・ユー」のデュエットに参加している。
本作の発売に伴い9月24日にニーヨ本人が緊急来日し、アルバムからの音源を日本で最速で聴く事が出来るプレミアム・リスニング・パーティーが六本木・VANITYで実施された。幸運にも参加することが出来た200人のファンは予告なし、たった2日間の緊急募集という状況で、5000人以上の応募があった中から選ばれた。

## 収録曲
1. クラックス・イン・ミスター・パーフェクト / Cracks in Mr. Perfect
2. レイジー・ラヴ / Lazy Love
3. レット・ミー・ラヴ・ユー / Let Me Love You (Until You Learn To Love Yourself)
4. ミス・ライト / Miss Right
5. ジェラス / Jealous
6. ドント・メイク・エム・ライク・ユー feat. ウィズ・カリファ / Don't Make Em Like You feat. Wiz Khalifa
7. ビー・ザ・ワン / Be The One
8. ストレス・リリーヴァー / Stress Reliever
9. シー・イズ feat.ティム・マグロウ / She Is feat. Tim McGraw
10. キャリー・オン(ハー・レター・トゥ・ヒム) / Carry On (Her Letter To Him)
11. フォーエヴァー・ナウ / Forever Now
12. シャット・ミー・ダウン / Shut Me Down
13. アンコンディショナル / Unconditional
14. シュッド・ビー・ユー feat. ファボラス&ディディ / Should Be You feat. Fabolous & Diddy
デラックス・エディションのみ収録。
15. マイ・アザー・ガン / My Other Gun
デラックス・エディションのみ収録。
16. アローン・ウィズ・ユー(マディーズ・ソング) / Alone With You (Maddies Song)
デラックス・エディションのみ収録。
17. レッツ・ゴー feat.カルヴィン・ハリス / Let's Go FEAT . CALVIN HARRIS
デラックス・エディションのみ収録。
18. レット・ミー・ラヴ・ユー feat. BENI / Let Me Love You (Until You Learn To Love Yourself) feat. BENI
日本版ボーナストラック。